# Howard Parshley
Howard Madison Parshley (ur. 7 sierpnia 1884 w Hallowell, zm. 19 maja 1953) – amerykański entomolog, specjalizujący się w heteropterologii.
Urodził się w 1884 roku w Hallowell w stanie Maine. Młodość spędził na farmie w stanie Nowy Jork. W latach 1901–1905 uczył się w Boston Latin School. Od 1906 roku studiował na Uniwersytecie Harvarda, w 1910 roku otrzymując tytuł magistra. W latach 1906–1909 uczęszczał ponadto do New England Conservatory of Music. Następnie przez trzy lata wykładał biologię na Uniwersytecie Maine. W 1914 roku wrócił na Uniwersytet Harvarda. W 1917 roku doktoryzował się tam i otrzymał posadę na Wydziale Zoologii Smith College w Amherst w stanie Massachusetts. Był tam profesorem i administratorem. Nie zmienił już zatrudnienia. Zmarł w 1953 roku.
Parshley jest autorem ponad 400 publikacji naukowych. Dotyczą one głównie pluskwiaków różnoskrzydłych z rodzin korowcowatych, prześwietlikowatych, nartnikowatych, plesicowatych, zażartkowatych, zwińcowatych i dziubałkowatych. Skupiały się zwłaszcza nad fauną wschodniej części Nearktyki. Najważniejszą jego pracą taksonomiczną był Essay on the American Species of Aradus z 1921 roku. Największy wkład do heteropterologii ogólnej wniósł swoją A Bibliography of North American Hemiptera-Heteroptera z 1925 roku. Stała się ona przyczynkiem do późniejszego katalogu pluskwiaków, który wysiłkiem grupy hemipterologów z American Association for Advancement of Science ukazał się w 12 częściach między 1929 a 1949 rokiem. Zbiór Prashley’a liczył blisko 24 tysiące okazów, obejmując także zbiór Geocorinae świata odkupiony w 1920 roku od Arnolda Luciena Montadona, i zakupiony został przez California Academy of Sciences.
Oprócz entomologii zajmował się muzyką. Grał w Springfield Symphony Orchestra.